# Käsbach
Le Käsbach est un affluent du Main, donc un sous-affluent du Rhin, situé dans le land de Hesse en Allemagne.

## Géographie
Sa longueur est de 6,3 km et d'environ 3 km (sans le Premier Käsbach). La surface de son bassin versant est de 17,6 km2.

## Nom
Käs est probablement issu de la racine kes qui en Moyen haut-allemand désigne un terrain marécageux. Bach signifie ruisseau.

## Cours
Le Käsbach est constitué de la confluence du Premier et du Deuxième Käsbach à l'ouest de la ville de Hochheim am Main (au sud du nœud autoroutier Hochheim-Nord de l'autoroute A 671). Il coule ensuite vers le sud-est. Près du Donnermühle il atteint le quartier de Kostheim de la ville de Wiesbaden.

## Module
Le Käsbach a un module moyen (QMA) de 58,6 l/s.